# Caso Estados Unidos contra Skrmetti
El Caso Estados Unidos contra Skrmetti, 605 U.S. ____ (2025), fue un caso de la Corte Suprema de los Estados Unidos que sostuvo que una ley del estado de Tennessee que prohibía los bloqueadores de pubertad y la terapia hormonal para el tratamiento de la disforia de género en menores no violaba la Cláusula sobre Protección Igualitaria de la Decimocuarta Enmienda a la Constitución de los Estados Unidos.
Según la ley de Tennessee, un niño podía recibir bloqueadores de la pubertad y terapia hormonal si los medicamentos se suministraban para ayudarle a ajustarse a su sexo asignado al nacer, pero no para tratar la disforia de género. Los demandantes argumentaron que esto constituía una discriminación basada en el sexo y que, por lo tanto, violaba la Cláusula sobre Protección Igualitaria. Tennessee argumentó que la ley no trataba a las personas de forma diferente en función de su sexo, sino en función de su edad y condición médica.
El tribunal de distrito aplicó un escrutinio reforzado e impidió que la ley entrara en vigor. El Tribunal de Apelación del Sexto Circuito anuló la decisión, dictaminando que la prohibición no discriminaba por razón de sexo y, por tanto, sólo requería un examen de base racional.
El Tribunal Supremo confirmó la decisión del tribunal de apelación por 6 votos a favor y 3 en contra, y los seis jueces conservadores estuvieron de acuerdo en que la prohibición se basaba en la edad y el motivo médico del tratamiento, y no en el sexo.

## Decisión
El 18 de junio de 2025, el Tribunal Supremo falló por 6-3 a favor de la determinación del Sexto Circuito de que la ley de Tennessee no violaba la Cláusula de Protección Igualitaria y que por lo tanto no requería un escrutinio intensificado.
Escribiendo para los seis jueces conservadores, el presidente del Tribunal Supremo, John Roberts, escribió: "Nuestro papel no es “juzgar la sabiduría, la justicia o la lógica” de la ley que tenemos ante nosotros, sino sólo asegurarnos de que no viola la garantía de igualdad de protección de la Decimocuarta Enmienda. Habiendo concluido que no lo hace, dejamos las cuestiones relativas a su política al pueblo, a sus representantes electos y al proceso democrático." La decisión no se pronunció sobre si las personas transgénero son una clase protegida, y dejó abierta la impugnación en curso de los padres de que la ley de Tennessee viola los derechos de los padres en virtud de la 14ª Enmienda.
La jueza Amy Coney Barrett presentó una opinión concurrente en la que argumentaba que la condición de transgénero no debía reconocerse como una clase sospechosa o cuasi sospechosa, algo que la opinión mayoritaria no abordó. Barrett sostuvo que las personas transgénero no estaban marcadas por «características obvias, inmutables o distintivas como la raza o el sexo» y que eran una «minoría insuficientemente discreta e insular» que no había demostrado una discriminación de iure.
Las juezas Sonia Sotomayor, Elena Kagan y Ketanji Brown Jackson disintieron. Sotomayor declaró que la decisión del Tribunal «invita a las legislaturas a discriminar al ocultar a la vista clasificaciones sexuales flagrantes». Refiriéndose a la opinión de Barrett, Sotomayor escribió: "quienes busquen más pruebas de discriminación de jure contra las personas transgénero, no tienen más que mirar al presente. El gobierno federal, por ejemplo, ha empezado a expulsar a miembros transgénero del ejército y a amenazar con retirar la financiación a escuelas y organizaciones sin ánimo de lucro que apoyan a las personas transgénero".